# إيرل أوديت
إيرل أوديت (بالإنجليزية: Earl Audet)‏ هو لاعب كرة قدم أمريكية أمريكي، ولد في 14 مايو 1921 في بروفيدنس في الولايات المتحدة، وتوفي في 18 ديسمبر 2002.

## وصلات خارجية
- إيرل أوديت على موقع IMDb (الإنجليزية)